# Pușkin (oraș)

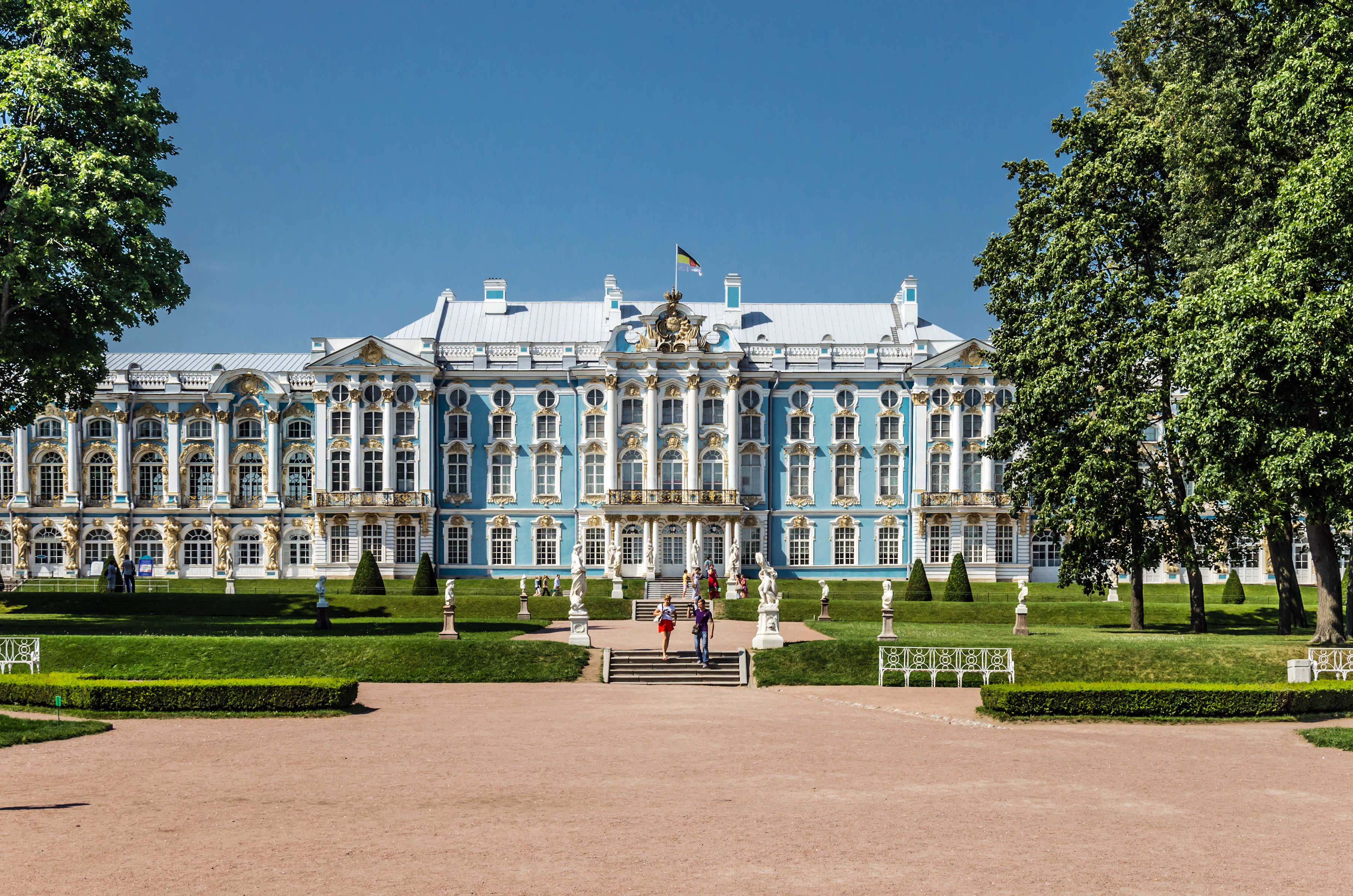
Palatul Ecaterina și parcul.

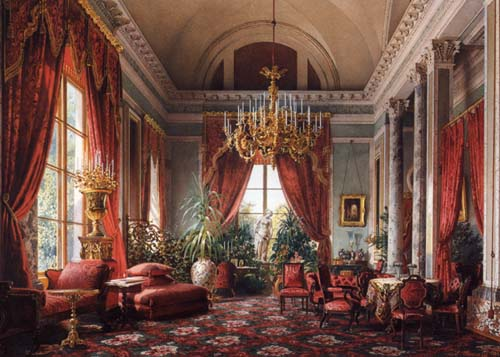
Palatul Alexandru - interior

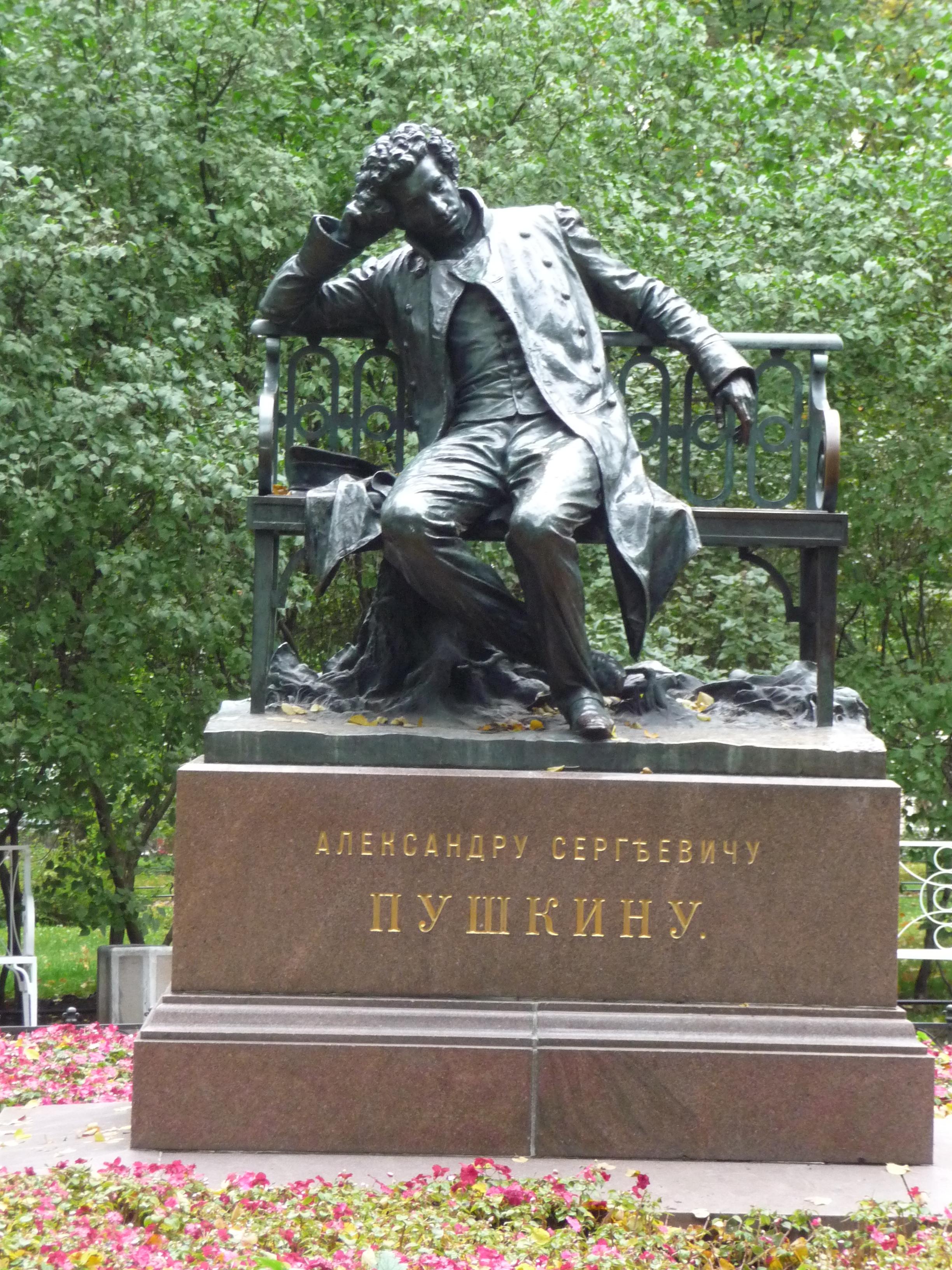
Monumentul lui Puşkin din oraşul omonim, Regiunea Leningrad

Pușkin (rusă: Пушкин) este un oraș  din raionul Pușkin al orașului federal Sankt Petersburg, Rusia, fiind situat la 24 km sud de orașul propriu-zis, căruia îi este subordonat administrativ. Vechea denumire a orașului este Țarskoe Selo (rusă: Царское Cело), care înseamnă Satul Regal, denumit așa deoarece din secolul al XVIII-lea a devenit reședința de vară a țarilor Rusiei. În 1918 localitatea a primit numele de Dețkoe Selo (Satul Copiilor). În 1937 numele a fost schimbat din nou în „Pușkin”, pentru a comemora centenarul morții tragice a marelui poet rus Aleksandr Pușkin.

## Istoric
Timp de două secole mulți arhitecți renumiți au contribuit la crearea unui ansamblu unic de palate, pavilioane, parcuri și lacuri, la care se adaugă statuile de marmură din secolul al XVIII-lea și obeliscurile istorice. Acest „oraș al muzelor” i-a inspirat pe cei mai celebri poeți, pictori și muzicieni ruși, pentru a-și crea capodoperele artistice.
Istoria localității Pușkin începe la începutul secolului al XVIII-lea. Pe atunci, acolo se afla o moșie denumită "Saarskaya Myza" (în finlandeză localitate pe un loc înalt). Petru I al Rusiei (Petru cel Mare) a dăruit întâi moșia unui favorit al său, prințul Alexander Menșikov, dar apoi i-a luat-o înapoi spre a o dărui soției sale, Ekaterina Alekseevna, viitoarea Împărăteasă Ecaterina a II-a a Rusiei. În 1724a fost construit primul palat, cunoscut sub denumirea de Conacul de piatră, iar numele moșiei a fost schimbat în Țarskoe Selo.
Atunci când împărăteasa Elisabeta (1741-1762), fiica lui Petru cel Mare, a moștenit această proprietate, s-a hotărât să o transforme în reședința ei de vară de gală. La porunca ei, arhitecții Rastrelli, Zemtsov și Șevakinskiy au creat acest ansamblu unic de palate și parcuri.
În noul parc au fost înălțate o serie de monumente care glorificau victoriile triumfale ale Rusiei în războiul ruso-turc și în alte războaie. Printre ele se află coloanele Chesma și Morea, obeliscul Kagul (toate proiectate de Rinaldi) și monumentala ruină a turnului, concepută de arhitectul Velten.
În anii 1780, arhitectul a conceput un complex arhitectural în stilul vechilor băi romane. Conținea Băile Reci, cu Camerele de Agat, iar în apropiere Galeria Cameron, folosită pentru plimbări, Grădinile Suspendate, legate de aripa de sud a Palatului Ecaterina, precum și Rampa, pe care Ecaterina a II-a a Rusiei (Ecaterina cea Mare), de acum în vârstă, putea coborî în parc. Un alt strălucit arhitect, Q. Quarenghi, a proiectat pavilioanele din parc, în stil clasic, între care și Templul Prieteniei, Pavilionul de Concerte, și a redecorat Sala de pe Insulă.
Multe din pavilioanele parcului au fost proiectate de arhitectul rus Neelov și de fiii acestuia. Cele mai remarcabile sunt Amiralitatea, Bucătăria Ermitajului, Capriciile mari și Mici, Băile de Sus și de jos, Pavilionul Marelui Duce, Liceul, Sala de Seară, Podul de marmură.
La începutul secolului al XIX-lea, locul pe care se afla menajeria a fost reproiectat, devenind parte a parcului Alexandru, care se învecinează cu partea de nord a parcului Ecaterina. S-a născut ideea de a creau un ansamblu arhitectural unic, în stil Chinoiserie. Pentru aceasta, au fost construite Satul Chinezesc, Teatrul Chinezesc, și câteva Poduri Chinezești. În 1796 Ecaterina cea Mare l-a angajat pe arhitectul Quarenghi să proiecteze Palatul Alexandru, pentru nepotul ei favorit, viitorul împărat Alexandru I al Rusiei. Ulterior, Nicolae I al Rusiei a transformat palatul în reședința sa de vară favorită. Tot el a angajat arhitecții Menelaws și Neelov să proiecteze o serie de clădiri în stilul gotic medieval, pentru a da parcului un aer romantic. Printre clădiri se numără Arsenalul, Capela, Turnul Alb, Pavilionul Lamskoy și altele.
Ultimul țar al Rusiei, Nicolae al II-lea al Rusiei, locuia în Palatul Alexandru în momentul în care a fost ridicat împreună cu familia sa și a pornit pe drumul ce avea să le aducă tuturora un sfârșit tragic la Ekaterinburg.
Țarskoe Selo este asociat și cu cel mai mare poet al Rusiei, Alexander Pușkin, care a studiat la liceul din oraș între 1811 și1817.

## Istoria recentă

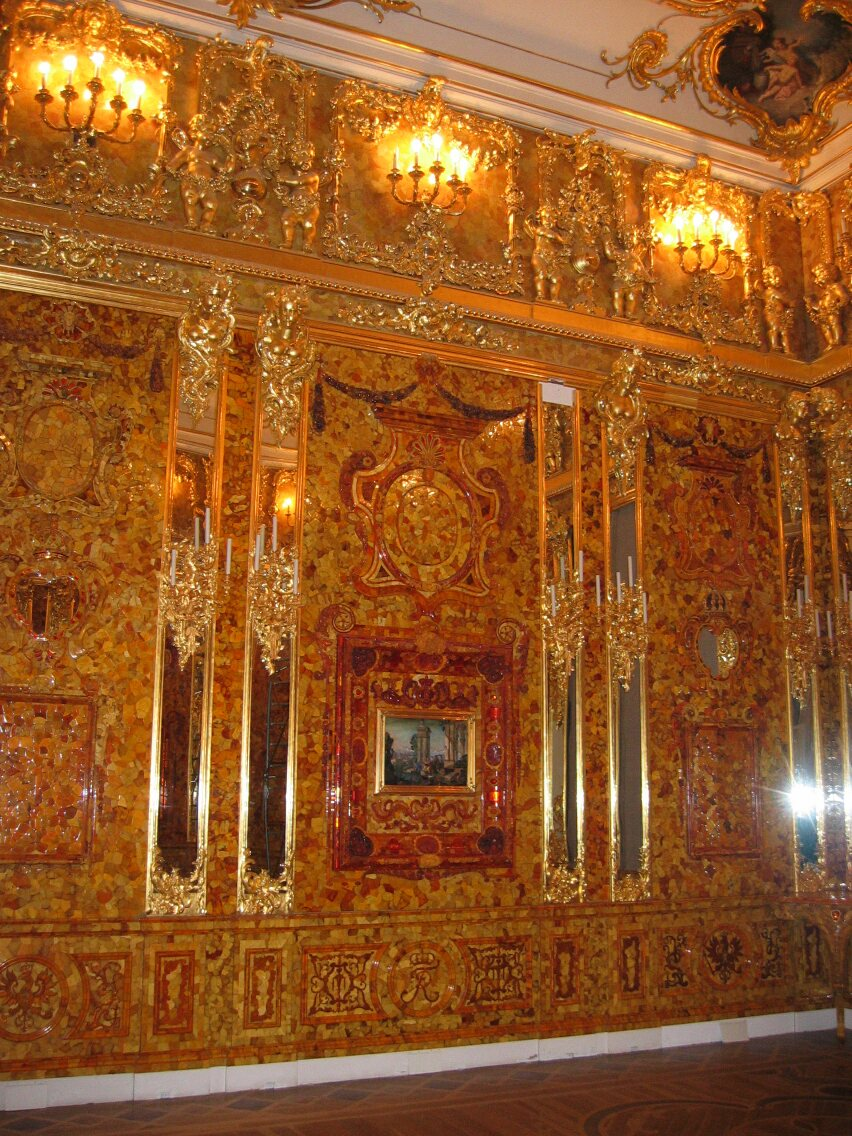
„Salonul de chihlimbar” din Puşkin (recent reconstruit)

În timpul celui de-al Doilea Război Mondial multe din monumente au suferit stricăciuni. Naziștii au distrus complet pavilioane din parc, poduri și sistemele de apă. Mulți arbori seculari au fost doborâți. Palatul Ecaterina și Palatul Alexandru au fost complet jefuite și serios deteriorate. După război toate au fost restaurate și astăzi sunt deschise publicului. Începând din 2003 în Palatul Ecaterina din Pușkin se poate vizita, printre multe altele, reproducerea renumitului „Salon de chihlimbar”, care nu a mai fost găsit după război.